# Megatriorchis doriae
L'astore di Doria (Megatriorchis doriae Salvadori & D'Albertis, 1875) è un uccello rapace della famiglia Accipitridae, endemico della Nuova Guinea. È l'unica specie nota del genere Megatriorchis.